# Blaesoxipha kazak
Blaesoxipha kazak är en tvåvingeart som beskrevs av Thomas Pape 1994. Blaesoxipha kazak ingår i släktet Blaesoxipha och familjen köttflugor.
Artens utbredningsområde är Kazakstan. Inga underarter finns listade i Catalogue of Life.